# 九龍巴士258B線
九龍巴士258B線是香港的一條已取消巴士路線，由良景邨單向往尖沙咀碼頭，只在平日早上固定開2班。

## 歷史
- 1991年9月9日，路線投入服務，全線以空調服務，單向由良景邨往尖沙咀碼頭，於假日暫停服務。
- 2000年8月28日，路線終止服務，並由新線九巴260X線取代。

## 服務時間及班次
良景邨開：
- 星期一至六：07:25、07:35

星期日及公眾假期不設服務

## 收費
全程：$12.0
- 美孚站往尖沙咀：$5.0
- 鴉蘭街往尖沙咀：$4.2

## 行車路線
經：田景路、鳴琴路、震寰路、大方街、大興街、石排頭路、鳴琴路、青雲路、皇珠路、屯門公路、荃灣路、葵涌道、長沙灣道、荔枝角道、西九龍走廊、荔枝角道、太子道西、彌敦道及梳士巴利道。

### 沿線車站
| 1                         | 良景巴士總站       | 良景巴士總站                 |
| 2                         | 兆邦苑             | 田景路                       |
| 3                         | 寶田               | 鳴琴路                       |
| 4                         | 大興警署           | 震寰路                       |
| 5                         | 青松觀             | 震寰路                       |
| 6                         | 大興商場           | 大興街                       |
| 7                         | 大興街             | 石排頭路                     |
| 8                         | 鳴琴站             | 鳴琴路                       |
| 9                         | 屯門工業學院       | 青雲路                       |
| 10                        | 聖彼得堂           | 青雲路                       |
| 屯門公路； 荃灣路、葵涌道 |                    |                              |
| 11                        | 美孚站             | 荔枝角道                     |
| 西九龍走廊                |                    |                              |
| 12                        | 鴉蘭街             | 荔枝角道                     |
| 13                        | 奶路臣街           | 彌敦道                       |
| 14                        | 碧街               | 彌敦道                       |
| 15                        | 加士居道           | 彌敦道                       |
| 16                        | 德成街             | 彌敦道                       |
| 17                        | 金巴利道           | 彌敦道                       |
| 18                        | 中間道             | 彌敦道                       |
| 19                        | 尖沙咀碼頭巴士總站 | 尖沙咀天星碼頭公共運輸交匯處 |